# Бородин, Лев Сергеевич
Лев Сергеевич Бородин (06.02.1927 - 08.12.2016) — советский учёный, геолог, лауреат Государственной премии СССР 1967 года.
Окончил Московский геологоразведочный институт (1950).
В 1950—1953 работал в институте геологии АН СССР. С 1953 научный сотрудник, с1958 старший научный сотрудник, позднее зам. директора ИМГРЭ. С 1987 главный научный сотрудник ИЛСАН и ИМГРЭ.
Доктор геолого-минералогических наук (1966).
Соавтор книг:
- Редкие элементы в формациях изверженных пород. Лев Сергеевич Бородин, С. Ф. Соболев, Институт минералогии, геохимии, и кристаллохимии редких элементов. Недра, 1975 — Всего страниц: 245
- Петрохимия магматических серий. Лев Сергеевич Бородин, Владимир Васильевич Иванов. Наука, 1987 — Всего страниц: 260
- Геохимия континентального вулканизма. Сергей Вагаршакович Григорян, Лев Сергеевич Бородин. «Наука», 1987 — Всего страниц: 238

Лауреат Государственной премии СССР 1967 года. Награждён двумя орденами, а также медалями.
Умер в Москве 08.12.2016.